# 지바현 선거구
지바현 선거구(일본어: 千葉県選挙区)는 일본의 참의원 선거구이다.

## 선거구 정보
| 지역      | 지바현 전역              |
| 의원 정수 | 6명 (개선 정수 3명)      |
| 유권자 수 | 5,283,684명 (2022년 9월) |

## 역대 의원
| 홀수회                       | 홀수회                         | 홀수회                     | 홀수회        | 짝수회                       | 짝수회                         | 짝수회                       | 짝수회                       |
| 의원 1                       | 의원 2                         | 의원 3                     | 선거          | 선거                         | 의원 1                         | 의원 2                       | 의원 3                       |
| ---------------------------- | ------------------------------ | -------------------------- | ------------- | ---------------------------- | ------------------------------ | ---------------------------- | ---------------------------- |
| 오노 아키라 (무소속)         | 야마자키 히사시 (무소속)       |                            | 1947년 제1회  | 1947년 제1회                 | 다마야 요시아키 (일본자유당)   | 아사이 이치로 (일본민주당)   |                              |
| 오노 아키라 (무소속)         | 야마자키 히사시 (무소속)       |                            | 1950년 제2회  | 쓰치야 도시조 (자유당)       | 가노 긴스케 (자유당)           |                              |                              |
| 오노 아키라 (무소속)         | 야마자키 히사시 (무소속)       |                            | 1950년 보궐   | 가타오카 후미에 (일본사회당) | 가노 긴스케 (자유당)           |                              |                              |
| 가네구치 다메노스케 (자유당) | 가세 간 (무소속)               | 1953년 제3회               |               | 가타오카 후미에 (일본사회당) | 가노 긴스케 (자유당)           |                              |                              |
| 가네구치 다메노스케 (자유당) | 가세 간 (무소속)               |                            | 1954년 보궐   | 가타오카 후미에 (일본사회당) | 이노 시게지로 (자유당)         |                              |                              |
| 가네구치 다메노스케 (자유당) | 가세 간 (무소속)               |                            | 1956년 제4회  | 가타오카 후미에 (일본사회당) | 이노 시게지로 (자유민주당)     |                              |                              |
| 오자와 규타로 (자유민주당)   | 가세 간 (일본사회당)           | 1959년 제5회               |               | 가타오카 후미에 (일본사회당) | 이노 시게지로 (자유민주당)     |                              |                              |
| 오자와 규타로 (자유민주당)   | 가세 간 (일본사회당)           |                            | 1960년 보궐   | 가타오카 후미에 (일본사회당) | 기지마 요시오 (자유민주당)     |                              |                              |
| 오자와 규타로 (자유민주당)   | 가세 간 (일본사회당)           |                            | 1962년 제6회  | 기지마 요시오 (자유민주당)   | 야나오카 아키오 (일본사회당)   |                              |                              |
| 오자와 규타로 (자유민주당)   | 가세 간 (일본사회당)           | 1965년 제7회               |               | 기지마 요시오 (자유민주당)   | 야나오카 아키오 (일본사회당)   |                              |                              |
| 스게노 기사쿠 (자유민주당)   | 가세 간 (일본사회당)           | 1967년 보궐                |               | 기지마 요시오 (자유민주당)   | 야나오카 아키오 (일본사회당)   |                              |                              |
| 스게노 기사쿠 (자유민주당)   | 가세 간 (일본사회당)           |                            | 1968년 제8회  | 기지마 요시오 (자유민주당)   | 오타나베 이치타로 (자유민주당) |                              |                              |
| 가세 간 (일본사회당)         | 스게노 기사쿠 (자유민주당)     | 1971년 제9회               |               | 기지마 요시오 (자유민주당)   | 오타나베 이치타로 (자유민주당) |                              |                              |
| 가세 간 (일본사회당)         | 스게노 기사쿠 (자유민주당)     |                            | 1974년 제10회 | 아카기리 미사오 (일본사회당) | 다카하시 다카요시 (자유민주당) |                              |                              |
| 스게노 기사쿠 (자유민주당)   | 가세 간 (일본사회당)           | 1977년 제11회              |               | 아카기리 미사오 (일본사회당) | 다카하시 다카요시 (자유민주당) |                              |                              |
| 스게노 기사쿠 (자유민주당)   | 가세 간 (일본사회당)           |                            | 1980년 제12회 | 이노우에 유타카 (자유민주당) | 아카기리 미사오 (일본사회당)   |                              |                              |
| 우스이 소이치 (자유민주당)   | 가세 간 (일본사회당)           | 1981년 보궐                |               | 이노우에 유타카 (자유민주당) | 아카기리 미사오 (일본사회당)   |                              |                              |
| 이토히사 야에코 (일본사회당) | 구라타 히로유키 (자유민주당)   | 1983년 제13회              |               | 이노우에 유타카 (자유민주당) | 아카기리 미사오 (일본사회당)   |                              |                              |
| 이토히사 야에코 (일본사회당) | 구라타 히로유키 (자유민주당)   |                            | 1986년 제14회 | 이노우에 유타카 (자유민주당) | 아카기리 미사오 (일본사회당)   |                              |                              |
| 이토히사 야에코 (일본사회당) | 구라타 히로유키 (자유민주당)   | 1989년 제15회              |               | 이노우에 유타카 (자유민주당) | 아카기리 미사오 (일본사회당)   |                              |                              |
| 이토히사 야에코 (일본사회당) | 구라타 히로유키 (자유민주당)   |                            | 1992년 제16회 | 이노우에 유타카 (자유민주당) | 아카기리 미사오 (일본사회당)   |                              |                              |
| 이와세 료조 (신진당)         | 구라타 히로유키 (자유민주당)   | 1995년 제17회              |               | 이노우에 유타카 (자유민주당) | 아카기리 미사오 (일본사회당)   |                              |                              |
| 이와세 료조 (신진당)         | 구라타 히로유키 (자유민주당)   |                            | 1998년 제18회 | 히로나카 와카코 (무소속)     | 이노우에 유타카 (자유민주당)   |                              |                              |
| 구라타 히로유키 (자유민주당) | 이마이즈미 아키라 (민주당)     | 2001년 제19회              |               | 히로나카 와카코 (무소속)     | 이노우에 유타카 (자유민주당)   |                              |                              |
| 구라타 히로유키 (자유민주당) | 이마이즈미 아키라 (민주당)     |                            | 2002년 보궐   | 히로나카 와카코 (무소속)     | 시나 가즈야스 (자유민주당)     |                              |                              |
| 구라타 히로유키 (자유민주당) | 이마이즈미 아키라 (민주당)     |                            | 2004년 제20회 | 히로나카 와카코 (민주당)     | 시나 가즈야스 (자유민주당)     |                              |                              |
| 나가하마 히로유키 (민주당)   | 이시이 준이치 (자유민주당)     | 가가야 겐 (민주당)         | 2007년 제21회 | 히로나카 와카코 (민주당)     | 시나 가즈야스 (자유민주당)     |                              |                              |
| 나가하마 히로유키 (민주당)   | 이시이 준이치 (자유민주당)     | 가가야 겐 (민주당)         |               | 2010년 제22회                | 고니시 히로유키 (민주당)       | 이노구치 구니코 (자유민주당) | 미즈노 겐이치 (모두의 당)    |
| 이시이 준이치 (자유민주당)   | 도요다 도시로 (자유민주당)     | 나가하마 히로유키 (민주당) | 2013년 제23회 |                              | 고니시 히로유키 (민주당)       | 이노구치 구니코 (자유민주당) | 미즈노 겐이치 (모두의 당)    |
| 이시이 준이치 (자유민주당)   | 도요다 도시로 (자유민주당)     | 나가하마 히로유키 (민주당) |               | 2016년 제24회                | 이노구치 구니코 (자유민주당)   | 모토에 다이치로 (자유민주당) | 고니시 히로유키 (민진당)     |
| 이시이 준이치 (자유민주당)   | 나가하마 히로유키 (입헌민주당) | 도요다 도시로 (자유민주당) | 2019년 제25회 |                              | 이노구치 구니코 (자유민주당)   | 모토에 다이치로 (자유민주당) | 고니시 히로유키 (민진당)     |
| 이시이 준이치 (자유민주당)   | 나가하마 히로유키 (입헌민주당) | 도요다 도시로 (자유민주당) |               | 2022년 제26회                | 우스이 쇼이치 (자유민주당)     | 이노구치 구니코 (자유민주당) | 고니시 히로유키 (입헌민주당) |

## 최근 선거 결과

### 2016년 (제24회)
| 제24회 참의원 의원 통상선거지바현 선거구 (정수: 3명)       |                 |             |             |        |      |      |
| 선거일: 2016년 7월 10일유권자수: 5,201,477명투표율: 52.02% |                 |             |             |        |      |      |
| 후보                                                       | 후보            | 정당        | 득표        | 득표율 | 당락 | 비고 |
|                                                            | 이노구치 구니코 | 자유민주당  | 760,093표   | 29.15% | 당선 |      |
|                                                            | 모토에 다이치로 | 자유민주당  | 577,392표   | 22.15% | 당선 |      |
|                                                            | 고니시 히로유키 | 민진당      | 472,219표   | 18.11% | 당선 |      |
|                                                            | 아사노 후미코   | 일본공산당  | 351,561표   | 13.48% |      |      |
|                                                            | 미즈노 겐이치   | 민진당      | 314,670표   | 12.07% |      |      |
|                                                            | 다카하시 마사오 | 무소속      | 57,329표    | 2.20%  |      |      |
|                                                            | 가토리 마사카즈 | 일본의 마음 | 50,098표    | 1.92%  |      |      |
|                                                            | 후루카와 유조   | 행복실현당  | 23,777표    | 0.91%  |      |      |
| 합계                                                       | 합계            | 합계        | 2,607,139표 |        |      |      |

### 2019년 (제25회)
| 제25회 참의원 의원 통상선거지바현 선거구 (정수: 3명)       |                   |                             |             |        |      |                             |
| 선거일: 2019년 7월 21일유권자수: 5,244,929명투표율: 45.28% |                   |                             |             |        |      |                             |
| 후보                                                       | 후보              | 정당                        | 득표        | 득표율 | 당락 | 비고                        |
|                                                            | 이시이 준이치     | 자유민주당                  | 698,993표   | 30.54% | 당선 | 공명당 추천                 |
|                                                            | 나가하마 히로유키 | 입헌민주당                  | 661,224표   | 28.89% | 당선 | 국민민주당, 사회민주당 추천 |
|                                                            | 도요다 도시로     | 자유민주당                  | 436,182표   | 19.06% | 당선 | 공명당 추천                 |
|                                                            | 아사노 후미코     | 일본공산당                  | 359,854표   | 15.72% |      |                             |
|                                                            | 히라쓰카 마사유키 | NHK로부터 국민을 지키는 당  | 89,941표    | 3.93%  |      |                             |
|                                                            | 가도타 마사노리   | 안락사 제도를 생각하는 모임 | 42,643표    | 1.86%  |      |                             |
| 합계                                                       | 합계              | 합계                        | 2,288,837표 |        |      |                             |

### 2022년 (제26회)
| 제26회 참의원 의원 통상선거지바현 선거구 (정수: 3명)       |                   |               |             |        |      |                             |
| 선거일: 2022년 7월 10일유권자수: 5,261,370명투표율: 50.01% |                   |               |             |        |      |                             |
| 후보                                                       | 후보              | 정당          | 득표        | 득표율 | 당락 | 비고                        |
|                                                            | 우스이 쇼이치     | 자유민주당    | 656,952표   | 25.85% | 당선 | 공명당 추천                 |
|                                                            | 이노구치 구니코   | 자유민주당    | 587,809표   | 23.13% | 당선 | 공명당 추천                 |
|                                                            | 고니시 히로유키   | 입헌민주당    | 473,175표   | 18.62% | 당선 | 사회민주당 지바현 연합 추천 |
|                                                            | 사노 마사토       | 일본유신회    | 251,416표   | 9.89%  |      |                             |
|                                                            | 사이토 가즈코     | 일본공산당    | 194,475표   | 7.65%  |      |                             |
|                                                            | 이소베 히로카즈   | 국민민주당    | 161,648표   | 6.36%  |      |                             |
|                                                            | 시나 료타         | 참정당        | 86,147표    | 3.39%  |      |                             |
|                                                            | 나카무라 노리코   | NHK당         | 28,295표    | 1.11%  |      |                             |
|                                                            | 나나미 히로코     | 행복실현당    | 22,834표    | 0.90%  |      |                             |
|                                                            | 우타 사쿠라코     | 자유공화당    | 18,791표    | 0.74%  |      |                             |
|                                                            | 아즈사 마리       | 신당 구니모리 | 18,329표    | 0.72%  |      |                             |
|                                                            | 와타나베 구니히로 | NHK당         | 17,511표    | 0.69%  |      |                             |
|                                                            | 스다 료           | NHK당         | 13,016표    | 0.51%  |      |                             |
|                                                            | 기나이 메구미     | 일본제일당    | 10,922표    | 0.43%  |      |                             |
| 합계                                                       | 합계              | 합계          | 2,541,320표 |        |      |                             |

## 같이 보기
- 지바현 제1구
- 지바현 제2구
- 지바현 제3구
- 지바현 제4구
- 지바현 제5구
- 지바현 제6구
- 지바현 제7구
- 지바현 제8구
- 지바현 제9구
- 지바현 제10구
- 지바현 제11구
- 지바현 제12구
- 지바현 제13구